# Albert de Badrihaye
Albert de Badrihaye (* 12. Juni 1880 in Brügge/Belgien; † 4. Mai 1976 in Cuxhaven) war anfangs flämischer Maler/Grafiker und später in Deutschland Professor seines Faches, der seit dem Jahre 1920 an der nördlichen Elbe als Heraldiker wirkte.

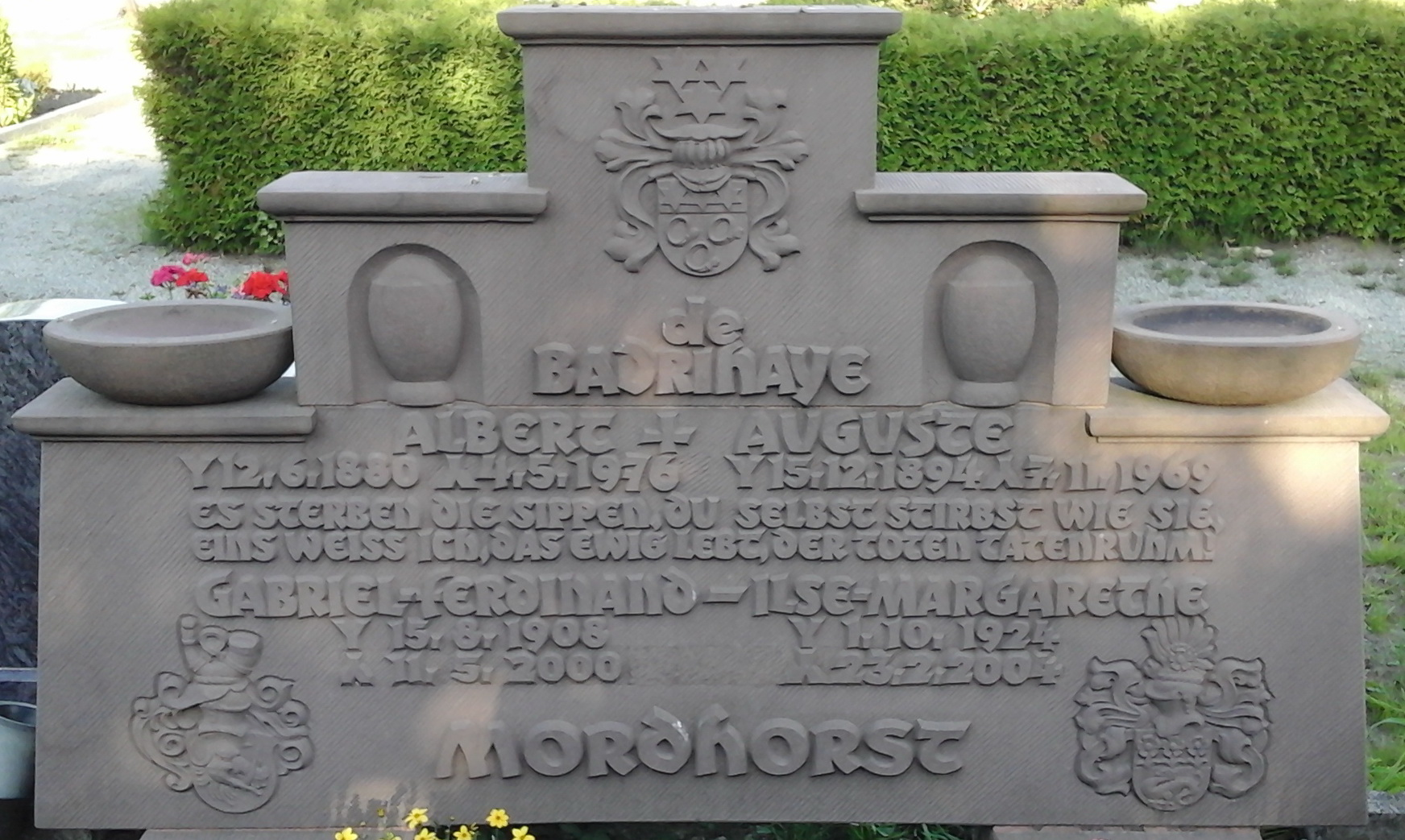
Grabstein der Eheleute de Badrihaye und Mordhorst in Neuenkirchen

## Leben
Albert de Badrihaye wurde im Jahre 1880 in Westflandern (Brügge) als Sohn eines Polizeibeamten geboren. Er verschrieb sich nach seiner schulischen Ausbildung der Malerei. In seinem Geburtsort sind dutzende Werke wie das Aquarell Het Paardebrugske, aus seiner Feder entstanden. In jener Zeit war er auch im benachbarten Frankreich als Hochschullehrer an der Sorbonne in Paris tätig. Im Ersten Weltkrieg leistete er jedoch Dienste für das Deutsche Heer und wurde darauf in Belgien am 19. April 1920 zum Tode verurteilt. Er kam anschließend als politischer Flüchtling nach Deutschland und landete in der Stadt Passau, wo er seine spätere, aus Breslau stammende Frau Auguste Richter (* 15. Dezember 1894; † 7. November 1969) kennenlernte. De Badrihaye war diese Zeit über freischaffender Künstler und verkaufte seine malerischen Werke um Geld zu verdienen. Nach kurzer Zeit gingen die beiden den Ehebund ein, kauften sich kurzerhand ein Boot und beschlossen, eine längere Hochzeitsreise zu machen. Während dieser Fahrt malte er stets weiter und verfasste eine Autobiografie, unter dem Pseudonym Pietje Bok, in der er die Fahrt mit seiner Frau als Wunderbare Hochzeitsreise beschrieb.
Nach seiner Rundreise mit dem Boot kam er Anfang der 1930er Jahre im Norden Deutschlands an und widmete sich erstmals der Heraldik als Wappenmaler. Zuerst wirkte er in Sankt Margarethen, in der Wilstermarsch und schuf etliche bürgerliche Bauernwappen und malte diese im Auftrag sogar auf die Dielenwände vieler Ortsbewohner. Im Jahre 1933 ist im Zusammenschluss mit der Kirchengemeinde St. Margarethen von diesen benannten Wilster Bauernwappen ein Einzelband erschienen. Im Jahre 2011 sind weitere 50 Exemplare von diesem Bildband gedruckt worden. Das Werk enthält 43 Wappen, die meisterlich gezeichnet, heraldisch korrekt und farbig angefertigt wurden. Die Arbeit mit den Wappen zog ihn so in seinen Bann, dass er für seine Wappenkunde (Heroldskunst) Malerei und Grafik studierte. In kürzester Zeit promovierte er zum Professor seines Faches. Er wohnte aber weiterhin mit seiner Frau vor Anker in deren Hausboot.
Im Jahre 1936 siedelte er mit seiner Frau auf die andere Seite der Elbe über und ging mit seinem Boot in Otterndorf an der Medem vor Anker. Dort ging er weiterhin seiner Berufung nach und fertigte mehr als 130 Gemeindewappen und mehr als 400 Familienwappen an. Der Name des Professors ist in dieser Zeit, weit über die Grenzen der engeren Heimat bekannt geworden. Sogar im Ausland wünschte man sich professionellen Rat in heraldischen Belangen.
Leider drohte sein Boot, nach jahrelangem vor Anker liegen, auseinanderzubrechen. Daraufhin bezogen sie nur eine Notbehausung, die nicht mehr als ein Schuppen war. Nach einiger Zeit empfanden die Bewohner Otterndorfs dies aber als lebensunwürdig und das Ehepaar zog zu einer Familie ins benachbarte Neuenkirchen. Dort wurden von dem Professor immer noch Gemälde angefertigt, wie zum Beispiel das Werk Hof bei Neuenkirchen.
Genau wie schon zuvor in der Wilstermarsch, sind von ihm auch Wappenwerke im Landkreis Land Hadeln und im Landkreis Wesermünde veröffentlicht worden. Abgebildet sind Gemeindewappen, die Badrihaye nach der vom Landkreis vorgegebenen Beschreibung und Begründung des zu entwerfenden Wappens meisterlich anfertigte. Vorlagen suchte er mit seiner Gattin stets akribisch auf Grabsteinen, in Archiven der Kirchen und des Staates.
Die Badrihayes hinterließen nach ihrem Tode bei den Bewohnern beider Elbseiten einen bleibenden Eindruck, denn sie waren, obwohl sie kinderlos blieben, sehr kinderlieb, gesellig und erzählten den Leuten, sogar in öffentlichen Vorlesungen, aus ihrem abenteuerlichen Leben. Nach dem Ableben wurde das langjährige Paar von der Familie Mordhorst in Neuenkirchen bestattet. Der Nachlass ging testamentarisch vermacht an Gabriel-Ferdinand und Ilse-Margarethe Mordhorst, Neuenkirchen, Dorfstraße 46. Nach deren Ableben in den Jahren 2000 und 2004 wurden sie zu den Badrihayes gebettet.

## Werke

### Bilder
- Väderkvarn, 27 × 20 cm (Aquarell)[13]
- Berghof in den Alpen, gerahmt 89 × 137 cm (in Öl auf Holz)[5]
- Blumenstillleben, 75 × 57,5 cm (Aquarell)[13]
- Segelschiff, gerahmt 69 × 89 cm (von 1930, in Öl), Kopie nach Robert Schmidt-Hamburg
- Oude Korenmarkt – Antwerpen, gerahmt 25 × 20 cm (von 1932, Aquarell auf Papier)
- Windmühle, 20 × 15,5 cm (von 1937, Aquarell auf Papier)
- Hof bei Neuenkirchen, gerahmt 69 × 78 cm (von 1947, in Öl auf Holz)
- Het Paardebrugske, gerahmt 46 × 36 cm (von 1952, Aquarell auf Papier)[3]
- Rehbock, gerahmt 80 × 65 cm (von 1958, in Öl/Malfaser)

### Wappen

#### Wappen der Familie de Badrihaye
| Wappen von Albert de Badrihaye | Blasonierung: „In Blau drei (2 : 1) beschnallte silberne Leibriemen unter einem roten Schildhaupt mit drei goldenen Sternen. Auf dem rot-golden bewulsten Helm mit rot-goldenen Decken die drei Sterne (2 : 1).“ |
| Wappen von Albert de Badrihaye | |

#### In der Wilstermarsch entworfene Familienwappen
Beimgraben, Boll, Bols, Dibbern, Dohrn, Dunker, Eckhoff, Egge, Frese, Haack, Hojer/Hoyer, Höger, Hölk, Ibs, Jakobs, Junge, Kloppenburg, Krey, Kühl, Köster, von Loh, Lammers, Mehlert, Mohr, Nagel, von Osten, Piening, Reimers, Schade, Schmidt, Schütt, Schwarck, Siemen, Sievers, Stark, Sühl, Tecklenburg, Thode, Trede, Wiebensohn, Witte/Witt, Wiggers, Wilde
(Quelle:)

#### Im Landkreis Cuxhaven entworfene Familienwappen
Eibsen, Mordhorst, Steinmetz, Glameyer uvm.

#### Entworfene Kommunalwappen
| Landkreis Cuxhaven  | Wappen Landkreis Cuxhaven  | Ehemaliger Landkreis Land Hadeln: Abbenseth \| Altenbruch \| Altendorf \| Altenwalde \| Armstorf \| Basbeck \| Belum \| Berensch-Arensch \| Bornberg \| Bülkau \| Cadenberge \| Dornsode \| Franzenburg \| Geversdorf \| Gudendorf \| Hackemühlen \| Hechthausen \| Heeßel \| Hemm \| (Alt-)Hemmoor \| (Groß-)Hemmoor \| Hollen (Hollnseth) \| Hollnseth \| Holte-Spangen \| Ihlbeck \| Ihlienworth \| Isensee \| Kleinwörden \| Klint \| Lamstedt \| Langenmoor \| Laumühlen \| Lüdingworth \| Mittelstenahe \| Moorausmoor \| Neubachenbruch \| Neuenkirchen \| Neuhaus (Oste) \| Nindorf \| Nordahn \| Nordleda \| Oberndorf \| Odisheim \| Oppeln \| Osten \| Osterbruch \| Otterndorf \| Oxstedt \| Sahlenburg \| Steinau \| Stinstedt \| Varrel \| Wanna \| Warstade \| Westersode \| Wingst \| Wisch \| Wohlenbeck Ehemaliger Landkreis Wesermünde: Bramel \| Driftsethe \| Elmlohe \| Fleeste \| Flögeln \| Frelsdorf \| Freschluneberg \| Geestenseth \| Großenhain \| Hagen im Bremischen \| Hahnenknoop \| Hainmühlen \| Harrendorf \| Heerstedt \| Heine \| Heise \| Hetthorn \| Hollen (Beverstedt) \| Holßel \| Holte (Loxstedt) \| Hoope \| Hymendorf \| Imsum \| Kassebruch \| Köhlen \| Krempel \| Kührstedt (Altes) \| Langen \| Lanhausen \| Laven \| Lehnstedt \| Lintig \| Lohe (Hagen im Bremischen) \| Loxstedt (Altes) \| Lübberstedt \| Lunestedt \| Marschkamp \| Meckelstedt \| Midlum \| Misselwarden \| Mulsum \| Nesse \| Neuenlande \| Neuenwalde \| Nordholz \| Offenwarden \| Osterndorf \| Padingbüttel \| Rechtenfleth \| Ringstedt \| Sandstedt \| Schiffdorf \| Schwegen \| Sellstedt \| Sievern \| Spaden \| Spieka \| Spieka-Neufeld \| Stinstedt (Loxstedt) \| Stotel \| Stubben \| Uthlede \| Wanhöden \| Wehdel \| Wehden \| Wehldorf \| Wellen \| Wersabe \| Westerbeverstedt \| Wittstedt \| Wollingst \| Wremen \| Wulsbüttel \| Wursterheide \| Wurthfleth |
| Landkreis Osterholz | Wappen Landkreis Osterholz | Neuenkirchen (Schwanewede) \| Lübberstedt |